# Canton de Saint-Alban-Leysse
Pour les articles homonymes, voir Saint-Alban.
Le canton de Saint-Alban-Leysse est une division administrative française, située dans le département de la Savoie et la région Auvergne-Rhône-Alpes.

## Géographie
Le canton de Saint-Alban-Leysse tel qu'établi à partir de 2015 s'étend sur l'ensemble du massif des Bauges situé dans le département de la Savoie.

## Histoire
Dans le cadre du redécoupage cantonal de 2014, le canton de Saint-Alban-Leysse s'agrandit en fusionnant avec le canton du Châtelard au nord et le canton de Saint-Pierre-d'Albigny pour la seule commune de La Thuile à l'est. Le nouveau canton remplace définitivement les deux cantons précédents à compter des élections départementales de 2015.

## Représentation

### Conseillers généraux (1973-2015)
| Période                                  | Période | Identité           | Étiquette    | Qualité |
| ---------------------------------------- | ------- | ------------------ | ------------ | --- |
| 1973                                     | 2001    | Louis Besson       | DVG puis PS  | - Attaché d'administration universitaire - Maire de Barby (1965-1989) - Ancien conseiller général du Canton de Chambéry-Nord (1970-1973) - Maire de Chambéry (1989-1997 et 2001-2007) - Député (1973-1988) - Président du Conseil Général (1976-1982) - Ministre (1989-1991 et 1997-2001) |
| 2001                                     | 2015    | Jean-Pierre Burdin | DVG puis PRG | - Architecte - Maire de Bassens (1995-2014) |
| Les données manquantes sont à compléter. |         |                    |              | |

### Conseillers départementaux (depuis 2015)
| Période élective | Période élective | Mandat | Mandat   | Identité                                   | Nuance | Nuance | Qualité                                                                                              |
| ---------------- | ---------------- | ------ | -------- | ------------------------------------------ | ------ | ------ | --- |
| 2015             | 2021             | 2015   | 2021     | Catherine Chappuis (fille de Louis Besson) |        | PS     | Permanent politique Maire de Barby (2008-2020)                                                       |
| 2015             | 2021             | 2015   | 2021     | Albert Darvey                              |        | DVG    | Ingénieur conseil Maire de Lescheraines (2014-2020) Ancien conseiller général du canton du Châtelard |
| 2021             | 2028             | 2021   | en cours | Catherine Chappuis                         |        | PS     | Conseillère sortante                                                                                 |
| 2021             | 2028             | 2021   | en cours | Albert Darvey                              |        | DVG    | Conseiller sortant                                                                                   |

### Résultats détaillés

#### Élections de mars 2015
À l'issue du 1er tour des élections départementales de 2015, deux binômes sont en ballottage : Catherine Chappuis et Albert Darvey (DVG, 38,23 %) et Michel Dyen et Martine Goubet-Etellin (DVD, 25,4 %). Le taux de participation est de 52,74 % (9 130 votants sur 17 312 inscrits) contre 48,82 % au niveau départemental et 50,17 % au niveau national.
Au second tour, Catherine Chappuis et Albert Darvey (DVG) sont élus avec 55,74 % des suffrages exprimés et un taux de participation de 49,48 % (4 436 voix pour 8 566 votants et 17 311 inscrits).

#### Élections de juin 2021
Le premier tour des élections départementales de 2021 est marqué par un très faible taux de participation (33,26 % au niveau national). Dans le canton de Saint-Alban-Leysse, ce taux de participation est de 35,92 % (6 655 votants sur 18 526 inscrits) contre 33,57 % au niveau départemental. À l'issue de ce premier tour, deux binômes sont en ballottage : Catherine Chappuis et Albert Darvey (DVG, 34,8 %) et Philippe Cordier et Christine Rajat (DVD, 24,42 %).
Le second tour des élections est marqué une nouvelle fois par une abstention massive équivalente au premier tour. Les taux de participation sont de 34,36 % au niveau national, 33 % dans le département et 35,74 % dans le canton de Saint-Alban-Leysse. Catherine Chappuis et Albert Darvey (DVG) sont élus avec 60,12 % des suffrages exprimés (3 659 voix pour 6 623 votants et 18 532 inscrits),,.

## Composition

### Composition avant 2015
Le canton de Saint-Alban-Leysse regroupeait neuf communes.
| Nom                            | Code Insee | Codepostal | Superficie (km2) | Population (dernière pop. légale) | Densité (hab./km2) |
| ------------------------------ | ---------- | ---------- | ---------------- | --------------------------------- | ------------------ |
| Saint-Alban-Leysse (chef-lieu) | 73222      | 73230      | 8,40             | 5 663 (2012)                      | 674                |
| Barby                          | 73030      | 73230      | 2,48             | 3 312 (2012)                      | 1 335              |
| Bassens                        | 73031      | 73000      | 3,11             | 3 863 (2012)                      | 1 242              |
| Curienne                       | 73097      | 73190      | 8,55             | 675 (2012)                        | 79                 |
| Les Déserts                    | 73098      | 73230      | 33,59            | 786 (2012)                        | 23                 |
| Puygros                        | 73210      | 73190      | 10,34            | 371 (2012)                        | 36                 |
| Saint-Jean-d'Arvey             | 73243      | 73230      | 13,01            | 1 553 (2012)                      | 119                |
| Thoiry                         | 73293      | 73230      | 17,75            | 452 (2012)                        | 25                 |
| Verel-Pragondran               | 73310      | 73230      | 6,53             | 444 (2012)                        | 68                 |

### Composition depuis 2015
Le canton comprend désormais vingt-quatre communes entières.
| Nom                                        | Code Insee | Intercommunalité  | Superficie (km2) | Population (dernière pop. légale) | Densité (hab./km2) | Modifier                                    |
| ------------------------------------------ | ---------- | ----------------- | ---------------- | --------------------------------- | ------------------ | ------------------------------------------- |
| Saint-Alban-Leysse (bureau centralisateur) | 73222      | CA Grand Chambéry | 8,40             | 6 589 (2022)                      | 784                | modifier les données · modifier les données |
| Aillon-le-Jeune                            | 73004      | CA Grand Chambéry | 34,09            | 429 (2022)                        | 13                 | modifier les données · modifier les données |
| Aillon-le-Vieux                            | 73005      | CA Grand Chambéry | 21,63            | 218 (2022)                        | 10                 | modifier les données · modifier les données |
| Arith                                      | 73020      | CA Grand Chambéry | 24,27            | 439 (2022)                        | 18                 | modifier les données · modifier les données |
| Barby                                      | 73030      | CA Grand Chambéry | 2,48             | 3 545 (2022)                      | 1 429              | modifier les données · modifier les données |
| Bassens                                    | 73031      | CA Grand Chambéry | 3,11             | 5 118 (2022)                      | 1 646              | modifier les données · modifier les données |
| Bellecombe-en-Bauges                       | 73036      | CA Grand Chambéry | 22,89            | 760 (2022)                        | 33                 | modifier les données · modifier les données |
| Le Châtelard                               | 73081      | CA Grand Chambéry | 18,00            | 662 (2022)                        | 37                 | modifier les données · modifier les données |
| La Compôte                                 | 73090      | CA Grand Chambéry | 7,57             | 266 (2022)                        | 35                 | modifier les données · modifier les données |
| Curienne                                   | 73097      | CA Grand Chambéry | 8,55             | 693 (2022)                        | 81                 | modifier les données · modifier les données |
| Les Déserts                                | 73098      | CA Grand Chambéry | 33,59            | 826 (2022)                        | 25                 | modifier les données · modifier les données |
| Doucy-en-Bauges                            | 73101      | CA Grand Chambéry | 12,65            | 95 (2022)                         | 7,5                | modifier les données · modifier les données |
| École                                      | 73106      | CA Grand Chambéry | 29,65            | 307 (2022)                        | 10                 | modifier les données · modifier les données |
| Jarsy                                      | 73139      | CA Grand Chambéry | 32,68            | 255 (2022)                        | 7,8                | modifier les données · modifier les données |
| Lescheraines                               | 73146      | CA Grand Chambéry | 8,17             | 798 (2022)                        | 98                 | modifier les données · modifier les données |
| La Motte-en-Bauges                         | 73178      | CA Grand Chambéry | 9,96             | 514 (2022)                        | 52                 | modifier les données · modifier les données |
| Le Noyer                                   | 73192      | CA Grand Chambéry | 12,30            | 220 (2022)                        | 18                 | modifier les données · modifier les données |
| Puygros                                    | 73210      | CA Grand Chambéry | 10,34            | 375 (2022)                        | 36                 | modifier les données · modifier les données |
| Saint-François-de-Sales                    | 73234      | CA Grand Chambéry | 14,44            | 176 (2022)                        | 12                 | modifier les données · modifier les données |
| Saint-Jean-d'Arvey                         | 73243      | CA Grand Chambéry | 13,01            | 1 704 (2022)                      | 131                | modifier les données · modifier les données |
| Sainte-Reine                               | 73277      | CA Grand Chambéry | 14,62            | 170 (2022)                        | 12                 | modifier les données · modifier les données |
| Thoiry                                     | 73293      | CA Grand Chambéry | 17,75            | 454 (2022)                        | 26                 | modifier les données · modifier les données |
| La Thuile                                  | 73294      | CA Grand Chambéry | 18,26            | 348 (2022)                        | 19                 | modifier les données · modifier les données |
| Verel-Pragondran                           | 73310      | CA Grand Chambéry | 6,53             | 586 (2022)                        | 90                 | modifier les données · modifier les données |
| Canton de Saint-Alban-Leysse               | 7316       |                   | 384,94           | 25 547 (2022)                     | 66                 | modifier les données                        |

## Démographie

### Démographie avant 2015
| 1975   | 1982   | 1990   | 1999   | 2006   | 2011   | 2012   |
| ------ | ------ | ------ | ------ | ------ | ------ | ------ |
| 10 787 | 11 685 | 13 724 | 15 228 | 16 583 | 16 995 | 17 119 |

### Démographie depuis 2015
En 2022, le canton comptait 25 547 habitants, en évolution de +8,96 % par rapport à 2016 (Savoie : +3,63 %, France hors Mayotte : +2,11 %).
| 2013   | 2018   | 2022   |
| ------ | ------ | ------ |
| 22 546 | 24 171 | 25 547 |